# Coupe du monde de biathlon 2003-2004
Navigation
Édition précédente Édition suivante
La 27e édition de la Coupe du monde de biathlon a lieu du 4 novembre 2003 jusqu'au 14 mars 2004. Le circuit comprend neuf destinations européennes et nord-américaines. Les championnats du monde (comptants également pour la Coupe du monde) ont lieu à Oberhof (Allemagne) du 7 février au 15 février 2004.

## Classements
Côté masculin, le classement général est remporté par le Français Raphaël Poirée devant le Norvégien Ole Einar Bjørndalen et l'Allemand Ricco Groß. Il s'agit de son quatrième globe de cristal après 2000, 2001 et 2002. Poirée remporte également les quatre petits globe de cristal : individuel, sprint, poursuite et départ groupé.
Côté féminin, le classement général est remporté par le Norvégienne Liv Grete Poirée devant la Russe Olga Pyleva et la Française Sandrine Bailly. Il s'agit de son premier et unique globe de cristal de sa carrière. Liv Grete Poirée remporte également le petit globe de cristal de sprint, poursuite et départ groupé. Le petit globe de cristal de l'individuel revient à Olga Pyleva.
À noter que le 14 mars 2004 à Oslo, les épreuves finales du départ groupé de la Coupe du monde n'ont pu se dérouler normalement en raison du brouillard et ont par conséquent été annulées.

### Classement général
Le classement général prend en compte seulement les 23 meilleurs résultats de chaque biathlète sur les 26 épreuves disputées.
| Rang | Nom                  | Points | Victoire(s) |
| ---- | -------------------- | ------ | ----------- |
| 1    | Raphaël Poirée       | 1010   | 11          |
| 2    | Ole Einar Bjørndalen | 901    | 5           |
| 3    | Ricco Groß           | 769    | 1           |
| 4    | Halvard Hanevold     | 688    | 2           |
| 5    | Lars Berger          | 589    | 3           |
| 6    | Sergueï Rojkov       | 578    | 1           |
| 7    | Tomasz Sikora        | 516    |             |
| 8    | Frode Andresen       | 514    |             |
| 9    | Sven Fischer         | 512    | 1           |
| 10   | Vladimir Dratchev    | 503    |             |

| Rang | Nom              | Points | Victoire(s) |
| ---- | ---------------- | ------ | ----------- |
| 1    | Liv Grete Poirée | 955    | 7           |
| 2    | Olga Pyleva      | 860    | 6           |
| 3    | Sandrine Bailly  | 788    | 4           |
| 4    | Uschi Disl       | 733    | 3           |
| 5    | Anna Bogali      | 687    | 2           |
| 6    | Martina Glagow   | 659    | 1           |
| 7    | Katrin Apel      | 652    |             |
| 8    | Kati Wilhelm     | 561    |             |
| 9    | Olena Zubrilova  | 543    | 1           |
| 10   | Olga Zaïtseva    | 489    |             |

### Coupe des Nations
| Rang | Nation      | Points |
| ---- | ----------- | ------ |
| 1    | Norvège     | 4434   |
| 2    | Allemagne   | 4287   |
| 3    | Russie      | 4185   |
| 4    | France      | 4097   |
| 5    | Biélorussie | 3817   |
| 6    | Autriche    | 3686   |
| 7    | Slovénie    | 3293   |
| 8    | Suède       | 3169   |
| 9    | Tchéquie    | 3077   |
| 10   | Ukraine     | 3015   |

| Rang | Nation      | Points |
| ---- | ----------- | ------ |
| 1    | Russie      | 4490   |
| 2    | Allemagne   | 4455   |
| 3    | Norvège     | 4116   |
| 4    | France      | 3884   |
| 5    | Biélorussie | 3865   |
| 6    | Bulgarie    | 3623   |
| 7    | Tchéquie    | 3330   |
| 8    | Chine       | 3290   |
| 9    | Slovénie    | 3156   |
| 10   | Slovaquie   | 3132   |

### Classement par discipline

#### Individuel
Le classement de l'individuel prend en compte seulement les 2 meilleurs résultats de chaque biathlète sur les 3 épreuves.
| Rang | Nom            | Points |
| ---- | -------------- | ------ |
| 1    | Raphaël Poirée | 146    |
| 2    | Ricco Groß     | 129    |
| 3    | Tomasz Sikora  | 114    |
| 4    | Sven Fischer   | 84     |
| 5    | Peter Sendel   | 77     |

| Rang | Nom              | Points |
| ---- | ---------------- | ------ |
| 1    | Olga Pyleva      | 130    |
| 2    | Anna Bogali      | 110    |
| 3    | Martina Glagow   | 104    |
| 4    | Liv Grete Poirée | 90     |
| 5    | Albina Akhatova  | 86     |

#### Sprint
Le classement du sprint prend en compte seulement les 9 meilleurs résultats de chaque biathlète sur les 10 épreuves.
| Rang | Nom                  | Points |
| ---- | -------------------- | ------ |
| 1    | Raphaël Poirée       | 358    |
| 2    | Ole Einar Bjørndalen | 341    |
| 3    | Lars Berger          | 268    |
| 4    | Halvard Hanevold     | 260    |
| 5    | Ricco Groß           | 255    |

| Rang | Nom              | Points |
| ---- | ---------------- | ------ |
| 1    | Liv Grete Poirée | 370    |
| 2    | Sandrine Bailly  | 328    |
| 3    | Olga Pyleva      | 304    |
| 4    | Martina Glagow   | 267    |
| 5    | Katrin Apel      | 266    |

#### Poursuite
Le classement de la poursuite prend en compte seulement les 8 meilleurs résultats de chaque biathlète sur les 9 épreuves.
| Rang | Nom                  | Points |
| ---- | -------------------- | ------ |
| 1    | Raphaël Poirée       | 331    |
| 2    | Ole Einar Bjørndalen | 315    |
| 3    | Ricco Groß           | 277    |
| 4    | Halvard Hanevold     | 254    |
| 5    | Stian Eckhoff        | 219    |

| Rang | Nom              | Points |
| ---- | ---------------- | ------ |
| 1    | Liv Grete Poirée | 327    |
| 2    | Olga Pyleva      | 324    |
| 3    | Sandrine Bailly  | 293    |
| 4    | Uschi Disl       | 288    |
| 5    | Katrin Apel      | 250    |

#### Départ Groupé
Le classement du départ groupé prend en compte seulement les 3 meilleurs résultats de chaque biathlète sur les 4 épreuves finalement disputées.
| Rang | Nom                  | Points |
| ---- | -------------------- | ------ |
| 1    | Raphaël Poirée       | 140    |
| 2    | Ole Einar Bjørndalen | 138    |
| 3    | Halvard Hanevold     | 121    |
| 4    | Sven Fischer         | 106    |
| 5    | Ricco Groß           | 103    |

| Rang | Nom              | Points |
| ---- | ---------------- | ------ |
| 1    | Liv Grete Poirée | 139    |
| 2    | Anna Bogali      | 139    |
| 3    | Uschi Disl       | 115    |
| 4    | Sandrine Bailly  | 104    |
| 5    | Olga Pyleva      | 102    |

#### Relais
Le classement du relais prend en compte tous les résultats de chaque nation sur les 4 épreuves.
| Rang | Nation      | Points |
| ---- | ----------- | ------ |
| 1    | Norvège     | 176    |
| 2    | Allemagne   | 174    |
| 3    | France      | 172    |
| 4    | Russie      | 160    |
| 5    | Biélorussie | 156    |

| Rang | Nation    | Points |
| ---- | --------- | ------ |
| 1    | Norvège   | 180    |
| 2    | Russie    | 178    |
| 3    | Allemagne | 176    |
| 4    | France    | 163    |
| 5    | Italie    | 129    |

## Globes de cristal et titres mondiaux
| Disciplines       | Globes de cristal | Champions du monde |
| ----------------- | ----------------- | ------------------ |
| Général           | Raphaël Poirée    |                    |
| Coupe des Nations | Norvège           |                    |
| Individuel        | Raphaël Poirée    | Raphaël Poirée     |
| Sprint            | Raphaël Poirée    | Raphaël Poirée     |
| Poursuite         | Raphaël Poirée    | Ricco Groß         |
| Départ Groupé     | Raphaël Poirée    | Raphaël Poirée     |
| Relais            | Norvège           | Allemagne          |

| Disciplines       | Globes de cristal | Championnes du monde |
| ----------------- | ----------------- | -------------------- |
| Général           | Liv Grete Poirée  |                      |
| Coupe des Nations | Russie            |                      |
| Individuel        | Olga Pyleva       | Olga Pyleva          |
| Sprint            | Liv Grete Poirée  | Liv Grete Poirée     |
| Poursuite         | Liv Grete Poirée  | Liv Grete Poirée     |
| Départ Groupé     | Liv Grete Poirée  | Liv Grete Poirée     |
| Relais            | Norvège           | Norvège              |

## Calendrier et podiums

### Femmes
| 1. Kontiolahti (4 décembre 2003 - 7 décembre 2003) |                   |                                                                                           |                                                                               |                                                                            |
| Date                                               | Épreuve           | Vainqueur                                                                                 | Seconde                                                                       | Troisième                                                                  |
| 4/12/2003                                          | Sprint (7,5 km)   | Sandrine Bailly                                                                           | Liv Grete Poirée                                                              | Uschi Disl                                                                 |
| 5/12/2003                                          | Relais (4 × 6 km) | Norvège- Liv-Kjersti Eikeland - Linda Grubben - Gunn Margit Andreassen - Liv Grete Poirée | Russie- Albina Akhatova - Olga Zaïtseva - Svetlana Ichmouratova - Olga Pyleva | France- Corinne Niogret - Christelle Gros - Julie Carraz - Sandrine Bailly |
| 7/12/2003                                          | Poursuite (10 km) | Liv Grete Poirée                                                                          | Kati Wilhelm                                                                  | Uschi Disl                                                                 |

| 2. Hochfilzen (11 décembre 2003 - 14 décembre 2003) |                   |                                                                                         |                                                                     |                                                                            |
| Date                                                | Épreuve           | Vainqueur                                                                               | Seconde                                                             | Troisième                                                                  |
| 11/12/2003                                          | Sprint (7,5 km)   | Olena Zubrilova                                                                         | Gro Istad-Kristiansen                                               | Liv Grete Poirée                                                           |
| 12/12/2003                                          | Relais (4 × 6 km) | Biélorussie- Ekaterina Vinogradova - Ksenia Zikunkova - Olga Nazarova - Olena Zubrilova | Allemagne- Martina Glagow - Katrin Apel - Katja Beer - Kati Wilhelm | France- Corinne Niogret - Christelle Gros - Julie Carraz - Sandrine Bailly |
| 14/12/2003                                          | Poursuite (10 km) | Sandrine Bailly                                                                         | Martina Glagow                                                      | Olga Zaïtseva                                                              |

| 3. Brezno-Osrblie (18 décembre 2003 - 21 décembre 2003) |                    |                 |                  |                |
| Date                                                    | Épreuve            | Vainqueur       | Seconde          | Troisième      |
| 18/12/2003                                              | Individuel (15 km) | Martina Glagow  | Liv Grete Poirée | Olga Pyleva    |
| 20/12/2003                                              | Sprint (7,5 km)    | Sandrine Bailly | Katja Beer       | Martina Glagow |
| 21/12/2003                                              | Poursuite (10 km)  | Sandrine Bailly | Olga Pyleva      | Katrin Apel    |

| 4. Pokljuka (7 janvier 2004 - 11 janvier 2004) |                         |                  |                  |                 |
| Date                                           | Épreuve                 | Vainqueur        | Seconde          | Troisième       |
| 7/01/2004                                      | Sprint (7,5 km)         | Liv Grete Poirée | Uschi Disl       | Sandrine Bailly |
| 9/01/2004                                      | Poursuite (10 km)       | Uschi Disl       | Sandrine Bailly  | Olga Pyleva     |
| 11/01/2004                                     | Départ Groupé (12,5 km) | Anna Bogali      | Liv Grete Poirée | Uschi Disl      |

| 5. Ruhpolding (14 janvier 2004 - 18 janvier 2004) |                   |                                                                       |                                                                             |                                                                                          |
| Date                                              | Épreuve           | Vainqueur                                                             | Seconde                                                                     | Troisième                                                                                |
| 14/01/2004                                        | Relais (4 × 6 km) | Allemagne- Simone Denkinger - Uschi Disl - Katrin Apel - Kati Wilhelm | Russie- Olga Pyleva - Svetlana Ichmouratova - Anna Bogali - Albina Akhatova | Norvège- Linda Grubben - Ann-Elen Skjelbreid - Liv Grete Poirée - Gunn Margit Andreassen |
| 16/01/2004                                        | Sprint (7,5 km)   | Liv Grete Poirée                                                      | Svetlana Ichmouratova                                                       | Martina Glagow                                                                           |
| 18/01/2004                                        | Poursuite (10 km) | Liv Grete Poirée                                                      | Svetlana Ichmouratova                                                       | Olga Pyleva                                                                              |

| 6. Antholz Anterselva (21 janvier 2004 - 25 janvier 2004) |                         |                  |                       |                       |
| Date                                                      | Épreuve                 | Vainqueur        | Seconde               | Troisième             |
| 21/01/2004                                                | Individuel (15 km)      | Anna Bogali      | Svetlana Ichmouratova | Anna Murínová         |
| 23/01/2004                                                | Sprint (7,5 km)         | Natalia Gousseva | Kateřina Holubcová    | Svetlana Ichmouratova |
| 25/01/2004                                                | Départ Groupé (12,5 km) | Albina Akhatova  | Natalia Gousseva      | Svetlana Ichmouratova |

|                                                                         |                         |                                                                                            |                                                                             |                                                                           |
| Championnats du monde 2004 à Oberhof (7 février 2004 - 15 février 2004) |                         |                                                                                            |                                                                             |                                                                           |
| Date                                                                    | Épreuve                 | Vainqueur                                                                                  | Seconde                                                                     | Troisième                                                                 |
| 7/02/2004                                                               | Sprint (7,5 km)         | Liv Grete Poirée                                                                           | Anna Bogali                                                                 | Ekaterina Vinogradova                                                     |
| 8/02/2004                                                               | Poursuite (10 km)       | Liv Grete Poirée                                                                           | Martina Glagow                                                              | Anna Bogali                                                               |
| 10/02/2004                                                              | Individuel (15 km)      | Olga Pyleva                                                                                | Albina Akhatova                                                             | Olena Petrova                                                             |
| 12/02/2004                                                              | Relais (4 × 6 km)       | Norvège- Linda Grubben - Gro Istad-Kristiansen - Gunn Margit Andreassen - Liv Grete Poirée | Russie- Olga Pyleva - Svetlana Ichmouratova - Anna Bogali - Albina Akhatova | Allemagne- Martina Glagow - Katrin Apel - Simone Denkinger - Kati Wilhelm |
| 14/02/2004                                                              | Départ Groupé (12,5 km) | Liv Grete Poirée                                                                           | Katrin Apel                                                                 | Sandrine Bailly                                                           |
|                                                                         |                         |                                                                                            |                                                                             |                                                                           |

| 7. Lake Placid (27 février 2004 - 29 février 2004) |                   |             |              |                 |
| Date                                               | Épreuve           | Vainqueur   | Seconde      | Troisième       |
| 27/02/2004                                         | Sprint (7,5 km)   | Olga Pyleva | Kati Wilhelm | Anna Bogali     |
| 28/02/2004                                         | Poursuite (10 km) | Olga Pyleva | Anna Bogali  | Sandrine Bailly |

| 8. Fort Kent (3 mars 2004 - 6 mars 2004) |                         |             |                  |                  |
| Date                                     | Épreuve                 | Vainqueur   | Seconde          | Troisième        |
| 3/03/2004                                | Sprint (7,5 km)         | Uschi Disl  | Liv Grete Poirée | Olga Zaïtseva    |
| 5/03/2004                                | Poursuite (10 km)       | Uschi Disl  | Liv Grete Poirée | Kati Wilhelm     |
| 6/03/2004                                | Départ Groupé (12,5 km) | Olga Pyleva | Anna Bogali      | Liv Grete Poirée |

| 9. Oslo Holmenkollen (11 mars 2004 - 14 mars 2004) |                   |             |                    |                       |
| Date                                               | Épreuve           | Vainqueur   | Seconde            | Troisième             |
| 11/03/2004                                         | Sprint (7,5 km)   | Olga Pyleva | Kati Wilhelm       | Svetlana Ichmouratova |
| 13/03/2004                                         | Poursuite (10 km) | Olga Pyleva | Ekaterina Dafovska | Liv Grete Poirée      |

### Hommes
| 1. Kontiolahti (4 décembre 2003 - 7 décembre 2003) |                     |                                                                  |                                                                             |                                                                             |
| Date                                               | Épreuve             | Vainqueur                                                        | Seconde                                                                     | Troisième                                                                   |
| 4/12/2003                                          | Sprint (10 km)      | Ole Einar Bjørndalen                                             | Halvard Hanevold                                                            | Frode Andresen                                                              |
| 6/12/2003                                          | Relais (4 × 7,5 km) | Allemagne- Peter Sendel - Sven Fischer - Ricco Groß - Frank Luck | France- Ferréol Cannard - Vincent Defrasne - Julien Robert - Raphaël Poirée | Suède- Carl-Johan Bergman - Jakob Börjesson - Mattias Nilsson - Björn Ferry |
| 7/12/2003                                          | Poursuite (12,5 km) | Ole Einar Bjørndalen                                             | Raphaël Poirée                                                              | Sergueï Rojkov                                                              |

| 2. Hochfilzen (11 décembre 2003 - 14 décembre 2003) |                     |                                                                                |                                                                                     |                                                                             |
| Date                                                | Épreuve             | Vainqueur                                                                      | Seconde                                                                             | Troisième                                                                   |
| 11/12/2003                                          | Sprint (10 km)      | Lars Berger                                                                    | Vladimir Dratchev                                                                   | Halvard Hanevold                                                            |
| 13/12/2003                                          | Relais (4 × 7,5 km) | Norvège- Stian Eckhoff - Lars Berger - Halvard Hanevold - Ole Einar Bjørndalen | Biélorussie- Alexandre Syman - Vladimir Dratchev - Rustam Valiullin - Aleh Ryjankow | France- Ferréol Cannard - Vincent Defrasne - Julien Robert - Raphaël Poirée |
| 14/12/2003                                          | Poursuite (12,5 km) | Ole Einar Bjørndalen                                                           | Vladimir Dratchev                                                                   | Stian Eckhoff                                                               |

| 3. Brezno-Osrblie (18 décembre 2003 - 21 décembre 2003) |                     |                |                |                   |
| Date                                                    | Épreuve             | Vainqueur      | Seconde        | Troisième         |
| 18/12/2003                                              | Individuel (20 km)  | Raphaël Poirée | Ricco Groß     | Peter Sendel      |
| 19/12/2003                                              | Sprint (10 km)      | Sergueï Rojkov | Ludwig Gredler | Sergueï Tchepikov |
| 21/12/2003                                              | Poursuite (12,5 km) | Raphaël Poirée | Peter Sendel   | Pavol Hurajt      |

| 4. Pokljuka (7 janvier 2004 - 11 janvier 2004) |                       |                      |                      |                   |
| Date                                           | Épreuve               | Vainqueur            | Seconde              | Troisième         |
| 8/01/2004                                      | Sprint (10 km)        | Raphaël Poirée       | Ole Einar Bjørndalen | Vladimir Dratchev |
| 10/01/2004                                     | Poursuite (12,5 km)   | Ole Einar Bjørndalen | Nikolay Kruglov      | Sergueï Tchepikov |
| 11/01/2004                                     | Départ Groupé (15 km) | Halvard Hanevold     | Ole Einar Bjørndalen | Michael Greis     |

| 5. Ruhpolding (14 janvier 2004 - 18 janvier 2004) |                     |                                                                                     |                                                                          |                                                                                |
| Date                                              | Épreuve             | Vainqueur                                                                           | Seconde                                                                  | Troisième                                                                      |
| 15/01/2004                                        | Relais (4 × 7,5 km) | Biélorussie- Alexandre Syman - Vladimir Dratchev - Rustam Valiullin - Aleh Ryjankow | Norvège- Egil Gjelland - Lars Berger - Frode Andresen - Halvard Hanevold | Russie- Filipp Shulman - Sergey Konovalov - Sergueï Rojkov - Sergueï Tchepikov |
| 17/01/2004                                        | Sprint (10 km)      | Halvard Hanevold                                                                    | Ole Einar Bjørndalen                                                     | Lars Berger                                                                    |
| 18/01/2004                                        | Poursuite (12,5 km) | Ole Einar Bjørndalen                                                                | Lars Berger                                                              | Halvard Hanevold                                                               |

| 6. Antholz Anterselva (21 janvier 2004 - 25 janvier 2004) |                       |                   |                      |            |
| Date                                                      | Épreuve               | Vainqueur         | Seconde              | Troisième  |
| 22/01/2004                                                | Individuel (20 km)    | Sven Fischer      | Raphaël Poirée       | Ricco Groß |
| 24/01/2004                                                | Sprint (10 km)        | Sergueï Tchepikov | Janez Marič          | Ricco Groß |
| 25/01/2004                                                | Départ Groupé (15 km) | Raphaël Poirée    | Ole Einar Bjørndalen | Ricco Groß |

|                                                                         |                       |                                                                   |                                                                                |                                                                             |
| Championnats du monde 2004 à Oberhof (7 février 2004 - 15 février 2004) |                       |                                                                   |                                                                                |                                                                             |
| Date                                                                    | Épreuve               | Vainqueur                                                         | Seconde                                                                        | Troisième                                                                   |
| 7/02/2004                                                               | Sprint (10 km)        | Raphaël Poirée                                                    | Ricco Groß                                                                     | Ole Einar Bjørndalen                                                        |
| 8/02/2004                                                               | Poursuite (12,5 km)   | Ricco Groß                                                        | Raphaël Poirée                                                                 | Ole Einar Bjørndalen                                                        |
| 12/02/2004                                                              | Individuel (20 km)    | Raphaël Poirée                                                    | Tomasz Sikora                                                                  | Ole Einar Bjørndalen                                                        |
| 13/02/2004                                                              | Relais (4 × 7,5 km)   | Allemagne- Frank Luck - Ricco Groß - Sven Fischer - Michael Greis | Norvège- Halvard Hanevold - Lars Berger - Egil Gjelland - Ole Einar Bjørndalen | France- Ferréol Cannard - Vincent Defrasne - Julien Robert - Raphaël Poirée |
| 15/02/2004                                                              | Départ Groupé (15 km) | Raphaël Poirée                                                    | Lars Berger                                                                    | Sergueï Konovalov                                                           |
|                                                                         |                       |                                                                   |                                                                                |                                                                             |

| 7. Lake Placid (27 février 2004 - 29 février 2004) |                     |                |                 |             |
| Date                                               | Épreuve             | Vainqueur      | Seconde         | Troisième   |
| 27/02/2004                                         | Sprint (10 km)      | Lars Berger    | Raphaël Poirée  | Janez Marič |
| 29/02/2004                                         | Poursuite (12,5 km) | Raphaël Poirée | Nikolay Kruglov | Ricco Groß  |

| 8. Fort Kent (3 mars 2004 - 6 mars 2004) |                       |                |                      |                 |
| Date                                     | Épreuve               | Vainqueur      | Seconde              | Troisième       |
| 4/03/2004                                | Sprint (10 km)        | Raphaël Poirée | Michael Greis        | Pavol Hurajt    |
| 5/03/2004                                | Poursuite (12,5 km)   | Raphaël Poirée | Carl-Johan Bergman   | Nikolay Kruglov |
| 6/03/2004                                | Départ Groupé (15 km) | Sven Fischer   | Ole Einar Bjørndalen | Sergueï Rojkov  |

| 9. Oslo Holmenkollen (11 mars 2004 - 14 mars 2004) |                     |                |                |                   |
| Date                                               | Épreuve             | Vainqueur      | Seconde        | Troisième         |
| 11/03/2004                                         | Sprint (10 km)      | Lars Berger    | Frode Andresen | Tomasz Sikora     |
| 13/03/2004                                         | Poursuite (12,5 km) | Raphaël Poirée | Tomasz Sikora  | Vladimir Dratchev |